# Divisie Nr. 8 (Newfoundland en Labrador)
Divisie Nr. 8 (Engels: Division No. 8) is een censusdivisie in Newfoundland en Labrador, de oostelijkste provincie van Canada. Het door Statistics Canada afgebakende gebied komt overeen met het centrale gedeelte van de noordkust van het eiland Newfoundland.
De divisie omvat het schiereiland Baie Verte en de kustplaatsen aan Notre Dame Bay en aan de westelijke Kittiwake Coast. De grootste gemeente is Lewisporte.

## Demografie

### Bevolkingsomvang
De volkstelling van 1951 was de eerste sinds de toetreding van Newfoundland tot de Canadese Confederatie. Divisie Nr. 8 telde toen zo'n 37.000 inwoners. De censusdivisie kende in de jaren erna een gestage groei en piekte net boven de 54.500 inwoners in 1981. Daarna begon een geleidelijke demografische daling die zich tot op heden manifesteert. In 2021 lag de bevolkingsomvang zo'n 38% lager in vergelijking met 40 jaar eerder.
- Bron: Statistics Canada (1951–1986[1], 1991–1996[2], 2001–2006[3], 2011–2016[4], 2021[5])

### Taal
In 2021 had 99,6% van de inwoners van Divisie Nr. 8 het Engels als (al dan niet gedeelde) moedertaal; 99,9% was die taal machtig. Hoewel slechts 65 mensen (0,2%) het Frans als (al dan niet gedeelde) moedertaal hadden, waren er 325 mensen die die andere Canadese landstaal konden spreken (1,0%). Na het Engels en Frans waren in 2021 de meest gekende talen het Duits en Portugees met elk 25 sprekers (0,1%). Niemand was in 2021 het Nederlands machtig.

### Inheemse bevolking
Bij de volkstelling van 2016 gaven 1.355 inwoners (3,8%) van Divisie Nr. 8 aan dat ze een inheemse identiteit hebben. Iets meer dan de helft onder hen behoort tot de First Nations met daarnaast nog 395 Métis, 95 Inuit en 85 mensen die hun inheemse identiteit niet verder specificeerden of een gemengde inheemse identiteit hadden. Vrijwel niemand was daarentegen een inheemse taal machtig.

## Plaatsen
Divisie Nr. 8 telt 46 gemeenten en die volgens de volkstelling van 2021 tezamen 25.778 inwoners telden, oftewel 76% van het inwonertotaal. De overige inwoners woonden in gemeentevrij gebied, voornamelijk in de 39 local service districts (LSD's). Er waren echter ook honderden mensen die in een van de 18 LSD-loze plaatsen of between communities (tussen twee plaatsen in) woonden en aldus geen enkele vorm van lokaal bestuur genoten.
| - Baie Verte - Baytona - Beachside - Birchy Bay - Brent's Cove - Brighton - Burlington - Campbellton - Carmanville - Change Islands - Coachman's Cove - Comfort Cove-Newstead - Cottlesville - Crow Head - Embree - Fleur de Lys - Fogo Island - King's Point - LaScie - Leading Tickles - Lewisporte - Little Bay - Little Bay Islands - Little Burnt Bay - Lumsden - Lushes Bight-Beaumont-Beaumont North - Middle Arm - Miles Cove - Ming's Bight - Musgrave Harbour - Nipper's Harbour - Pacquet - Pilley's Island - Point Leamington - Point of Bay - Port Anson - Robert's Arm - Seal Cove - South Brook - Springdale - Summerford - Tilt Cove - Triton - Twillingate - Westport - Woodstock | - Aspen Cove - Boyd's Cove - Bridgeport - Brown's Arm - Chanceport - Cobbs Arm - Cottrell's Cove - Deadman's Bay - Fairbanks-Hillgrade - Gander Bay North - Gander Bay South - Glover's Harbour - Harry's Harbour - Herring Neck - Horwood - Indian Cove - Jackson's Cove-Langdon's Cove-Silverdale - Laurenceton - Loon Bay - Main Point-Davidsville - Merritt's Harbour - Moreton's Harbour - Newville - Noggin Cove - Phillips Head - Pleasantview - Port Albert - Purcell's Harbour - Rattling Brook - Sheppardville - Shoe Cove - Smith's Harbour - St. Patricks - Stanhope - Stoneville - Tizzard's Harbour - Valley Pond - Virgin Arm-Carter's Cove - Wild Cove | - Black Duck Cove - Charles Brook - Fortune Harbour - Frederickton - Green Cove - Harbour Round - Harris Point - Hatchet Harbour - Kettle Cove - Ladle Clove - Little Harbour - Michael's Harbour - Pikes Arm - Porterville - Purbeck's Cove - Ragged Point - Salt Harbour - Toogood Arm |